# برجک دفاعی (فیلم)
برجک دفاعی (انگلیسی: The Keep) فیلمی در ژانر ترسناک و جنگی به کارگردانی مایکل مان است که در سال ۱۹۸۳ منتشر شد.

## بازیگران
- یورگن پروچنو
- ایان مک‌کلن
- رابرت پروسکی
- گابریل بیرن
- اسکات گلن
- آلبرتا واتسون
- بروس پین
- مایکل کارتر